# Ökonomie des Terrorismus

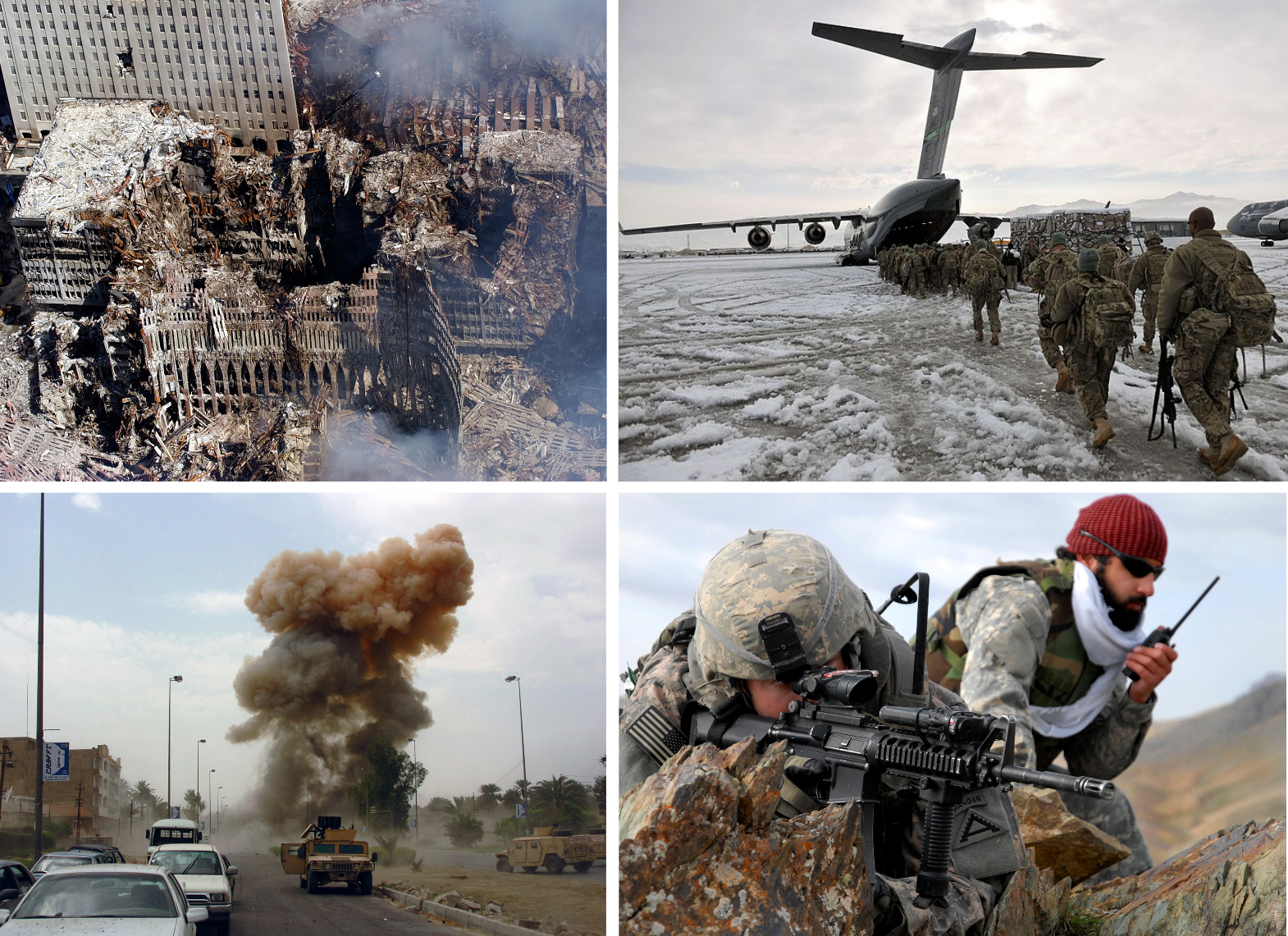

Ökonomie des Terrorismus ist ein Zweig der Wirtschaftswissenschaften, der sich der Erforschung des Terrorismus widmet. Er beinhaltet die Verwendung der Instrumente der Wirtschaftsanalyse, um Fragen im Zusammenhang mit dem Terrorismus zu analysieren. Diese sind: der Zusammenhang zwischen Bildung, Armut und Terrorismus; die Auswirkungen makroökonomischer Bedingungen auf die Häufigkeit und Qualität des Terrorismus; die wirtschaftlichen Kosten des Terrorismus und die Ökonomie der Terrorismusbekämpfung.
Die Forschung untersucht ausführlich die Beziehung zwischen Wirtschaft und Terrorismus, welche Rolle die Wirtschaft bei der Entstehung vom Terrorismus spielt und wie genau sich wirtschaftliche Erwägungen für das Verständnis und die Bekämpfung des Terrorismus als nützlich erweisen könnten.

## Armut, Bildung und Terrorismus
Nach der Wirtschaftstheorie sollten Menschen mit höherer Bildung und gutem Einkommen weniger geneigt sein, sich am Terrorismus zu beteiligen, weil sie mehr Möglichkeiten im Arbeitsmarkt haben. Ihre Opportunitätskosten sind höher als von den Menschen mit schlechterer Bildung und geringerem Einkommen. Daher ist es eine weit verbreitete Meinung, dass Armut und mangelnde Bildung die Ursachen des Terrorismus sind. Es gibt jedoch mehrere Studien, die dieser Idee widersprechen. In diesen Studien vergleichen Wissenschaftler die sozioökonomischen Merkmale von Terroristen mit denen der Zivilbevölkerung.
Alan Bennett Krueger und Jitka Malečková (2003) analysierten das dargestellte Problem anhand von drei Datensätzen:
- 129 Mitglieder der Hisbollah (Libanon), die von 1982 bis 1994 im Einsatz gestorben waren.
- 285 palästinensische Terroristen, die von 1987 bis 2002 Taten verübt hatten.
- 27 Israelis, die in den frühen 1980er Jahren an terroristischen Aktivitäten beteiligt gewesen waren.

Claude Berrebi (2007) verwendete in seinen Recherchen die Daten aus den Biografien von 335 palästinensischen Terroristen, die von 1987 bis 2002 getötet oder aus Palästina vertrieben worden waren.
Die verfügbaren Belege aus allen diesen Studien deuten darauf hin, dass Mitglieder terroristischer Organisationen im Vergleich zur relevanten Bevölkerung eher aus wirtschaftlich wohlhabenden Familien stammen und ein relativ hohes Bildungsniveau aufweisen. Auf der Angebotsseite (Menschen bieten ihre Dienste einer Terrororganisation an) erfordert die politische Beteiligung ein gewisses Maß an Interesse, Wissen und Engagement, Lösungen zu finden. Es ist wahrscheinlicher, dass gebildete und wohlhabende Menschen all diese Eigenschaften haben. Auf der Nachfrageseite (Terrororganisationen suchen Rekruten) bevorzugen terroristische Organisationen möglicherweise gebildete, engagierte Einzelpersonen, weil sie komplexere Aufgaben erledigen können.
Die Partizipation gebildeter Menschen am Terrorismus könnte die Folge nationaler Armut sein. In Ländern mit niedrigem BIP pro Kopf und hoher Arbeitslosigkeit haben gebildete Menschen keine Möglichkeit, sich selbst zu verwirklichen, weswegen sie auf Kriminalität zurückgreifen. Aus diesem Grund schließt die Beteiligung gebildeter und wohlhabender Menschen am Terrorismus nicht aus, dass nationale Armut zum Terrorismus beitragen kann. Alan Bennett Krueger und Jitka Malečková (2003), und Alberto Abadie (2006) beschäftigten sich mit diesem Thema. Die Ersten verwendeten in ihrer Analyse die Daten von 130 Terroranschlägen aus der jährlichen Liste bedeutender internationaler terroristischer Vorfälle des US-Außenministeriums, die im Zeitraum von 1997 bis 2002 stattgefunden hatten. Letzterer griff auf die Messung des Risikos von Terroranschlägen auf der Länderebene für 186 Staaten in den Jahren 2003-2004 zurück. Beide Studien kamen zum gleichen Ergebnis. Sobald die bürgerlichen Freiheiten berücksichtigt werden, steht das Einkommensniveau eines Landes in keinem Zusammenhang mit seiner Beteiligung am internationalen Terrorismus. Der Mangel an politischer Freiheit erklärt den Terrorismus auf nicht monotone Weise. Länder mit mittlerem Freiheitsniveau sind anfälliger für Terrorismus als Staaten mit hohem Freiheitsniveau oder mit stark autoritären Regimen. Der Übergang von einem autoritären Regime zu einer Demokratie kann mit einer vorübergehenden Zunahme am Terrorismus einhergehen.
Walter Enders, Gary A. Hoover and Todd Sandler (2016) argumentierten, dass die oben genannten Wissenschaftler keinen Zusammenhang zwischen dem BIP pro Kopf und Terrorismus gefunden hätten, weil ein linearer Zusammenhang angenommen worden war. Es stellt sich jedoch heraus, dass zwischen dem BIP pro Kopf und dem Terrorismus ein nichtlinearer, nicht symmetrischer Zusammenhang besteht. Walter et al. verwendeten in ihrer Analyse Daten von den Terroranschlägen, die von 1970 bis 2010 stattgefunden hatten. Darüber hinaus teilten sie den Datensatz in zwei Teile auf, um der unterschiedlichen Natur des Terrorismus in der Neu-linken und Religiösen Welle Rechnung zu tragen. Die Länder mit sehr niedrigem Einkommen korrelieren mit gescheiterten und fragilen Staaten. Solche Staaten verfügen aufgrund der begrenzten Steuereinnahmen über wenig Möglichkeiten zur Terrorismusbekämpfung oder Strafverfolgungsvermögen und bieten deswegen terroristischen Gruppen die Möglichkeit, ungestraft zu agieren. Zudem hat die Bevölkerung in armen Ländern nur wenige Marktchancen. Mit dem realen Einkommenswachstum in diesen gescheiterten Staaten verbessern sich die Fähigkeiten zur Terrorismusbekämpfung und steigen die Opportunitätskosten der Bevölkerung, wodurch der Terrorismus eingedämmt wird. Ein Spitzenwert wird bei einem mittleren Einkommensniveau erreicht, abhängig vom Zeitpunkt, der Art des Terrorismus und aktiver oder passiver staatlicher Anti-Terror-Strategie. Ein hohes Einkommensniveau ermöglicht es dem Staat, sowohl den inländischen als auch den internationalen Terrorismus zu bekämpfen. Somit beeinflusst das Pro-Kopf-BIP die Anzahl der Terroranschläge.
Die wirtschaftlichen Rahmenbedingungen beeinflussen jedoch nicht nur die Häufigkeit von Terroranschlägen, sondern auch deren Qualität. Efraim et al. befinden, dass hohe Arbeitslosigkeit und schlechte wirtschaftliche Bedingungen es Terrororganisationen ermöglichen, gebildetere, reifere und erfahrenere Terroristen zu rekrutieren, die wiederum wichtigere Ziele angreifen. Sie stützten ihre Analyse auf 157 palästinensische Selbstmordattentäter, die zwischen September 2000 und Dezember 2006 Ziele in Israel, in Westjordanland und in Gazastreifen angegriffen hatten oder versucht hatten, diese anzugreifen.

## Wirtschaftliche Folgen des Terrorismus

### Folgen des Terrorismus in Baskenland (1968 – 2000)

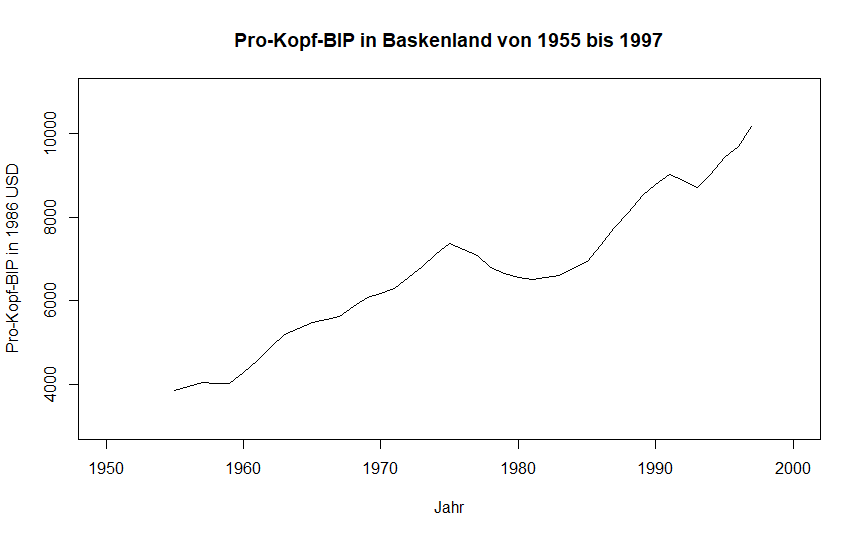
Pro-Kopf-BIP in Baskenland von 1955 bis 1997

Zu Beginn der Terroranschläge in den 1970er Jahren war Baskenland eine der reichsten Regionen in Spanien. Unter 17 Regionen belegte Baskenland den 3. Platz in Bezug auf das Pro-Kopf-BIP. Nach 30 Jahren terroristischer Konflikte rutschte es auf den 6. Platz bei diesem makroökonomischen Indikator. Die terroristische Organisation ETA war für alle Terroranschläge verantwortlich, die sich in diesem Zeitraum in Baskenland ereigneten. Alle terroristischen Aktivitäten führten in ganz Spanien zum Tod von fast 800 Menschen. 70 % aller Opfer befanden sich jedoch in Baskenland. Das Ziel der ETA war die Ausrufung eines unabhängigen baskischen Staates. Alberto Abadie und Javier Gardeazabal (2003) untersuchten diesen Fall, um herauszufinden, welche Rolle 30 Jahre vom Terrorismus beim wirtschaftlichen Niedergang des Baskenlandes gespielt hatten. Zum Vergleich modellierten sie die wirtschaftliche Entwicklung im Baskenland ohne Terrorismus. Dafür schufen sie ein „synthetisches“ Baskenland, das eine gewichtete Summe der anderen Regionen Spaniens darstellt. Diese gewichtete Summe weist makroökonomische Indikatoren auf, die denen im realen Baskenland vor dem Ausbruch des Terrorismus ähneln. Die Regionen mit dem höchsten Gewicht in dieser gewichteten Summe waren im Untersuchungszeitraum keinem Terrorismus ausgesetzt. Folglich ist der Unterschied in der wirtschaftlichen Entwicklung zwischen realem und „synthetischem“ Baskenland das Ergebnis von 30 Jahren des Terrorismus. Alberto Abadie und Javier Gardeazabal stellten fest, dass das Pro-Kopf-BIP in Baskenland ohne Terrorismus um 10 % höher gewesen wäre.

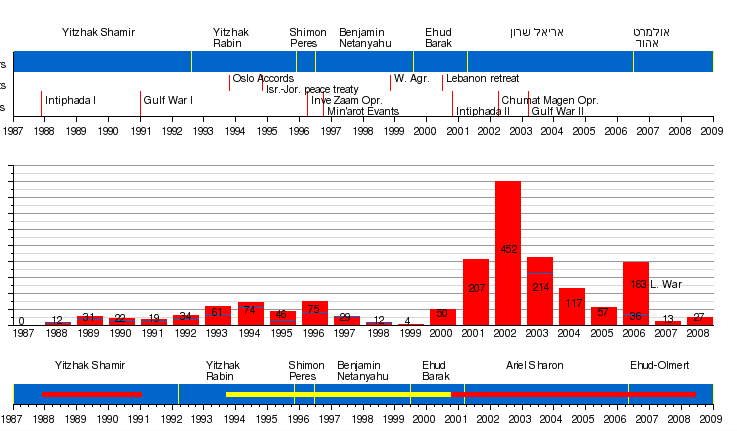
Zahl der durch Terrorismus getöteten Israelis

### Folgen des Terrorismus in Israel (2001 – 2003)
Der Staat Israel war seit seiner Gründung im Jahr 1948 in Kriege verwickelt und war das Ziel zahlreicher Terroranschläge. Die blutigsten Jahre waren jedoch von 2001 bis 2003, als 877 Israelis von Terroristen getötet wurden. Ein Zeitraum von 55 Jahren (1948-2003), gefüllt mit Kriegen und Terroranschlägen, lieferte Zvi Eckstein und Daniel Tsiddon (2004) eine ausreichend lange Datenreihe, um die Auswirkungen des Terrorismus auf die makroökonomischen Indikatoren des Staates zu identifizieren. Sie verwendeten ein VAR-Modell mit vierteljährlichen Daten für vier endogene Variablen (Pro-Kopf-BIP, Investitionen, Export und Konsum). Der Terrorismusindex aus der Vorperiode wurde aufgenommen, um seine Auswirkungen auf die endogenen Variablen zu kontrollieren. Wissenschaftler kamen zu dem Schluss, dass das Pro-Kopf-BIP ohne den Terrorismus in Israel im Zeitraum von 2001 bis 2003 um 10-15 % höher als der reale Wert gewesen wäre.

### Folgen des Terrorismus für Industrie- und Entwicklungsländer
Die beiden vorherigen Beispiele identifizierten den Schaden durch anhaltende Terrorkampagnen. Die meisten Länder der Welt erleben jedoch nicht so viel Terrorismus in kurzer Zeitspanne. S. Brock Blomberg, Gregory D. Hess und Athanasios Orphanides (2004) ermittelten den durchschnittlichen Schaden durch Terrorismus anhand von Daten für 177 Länder im Zeitraum von 1968 bis 2000. Ihre Recherchen deckten über 4.000 Terroranschläge ab. Mittels Panelregression analysierten sie, wie sich der Terrorismus, interne und externe Konflikte auf das Pro-Kopf-BIP-Wachstum auswirken. Sie kamen zu dem Schluss, dass der Terrorismus im Durchschnitt einen statistisch signifikanten, wirtschaftlich aber geringen negativen Einfluss auf das Wirtschaftswachstum hat. Als die Stichprobe auf entwickelte Länder beschränkt wurde, verschwand die statistische Signifikanz vollständig. Dies deutet darauf hin, dass der Terrorismus die Volkswirtschaften der Entwicklungsländer negativ beeinflusst, während die Industrieländer keinen signifikanten Rückgang der Wirtschaftstätigkeit verzeichnen. Zudem schaden interne und externe Konflikte der Wirtschaft im Durchschnitt deutlich stärker als der Terrorismus.
Blomberg et al. fanden auch heraus, dass der Terrorismus zu einem Rückgang der Investitionsquote (Investitionen / BIP) und zu einer Erhöhung der Staatsausgabenquote (Staatsausgaben / BIP) führt. Terrorismus stört die Ausgabenpläne von Haushalten und Unternehmen, was sich negativ auf die Investitionstätigkeit auswirkt. Der Terrorismus führt zu einer Umorientierung der wirtschaftlichen Aktivitäten innerhalb eines Landes von produktiveren Ausgabenformen hin zu Ausgaben, die auf die Verbesserung der Sicherheit des Landes abzielen. Damit wächst die Staatsausgabenquote.
Todd Sandler und Walter Enders (2010) befinden, dass Industrieländer den Auswirkungen des Terrorismus leichter standhalten können, weil sie eine diversifizierte Wirtschaft haben. Eine solche Wirtschaft hängt nicht nur von einer Branche ab. Ressourcen fließen von einer Branche, die einem Terroranschlag ausgesetzt war, zu anderen, in denen sie effektiv genutzt werden können. Industrieländer verfügen größtenteils über eine Marktwirtschaft, die die effizienteste Umverteilung von Ressourcen basierend auf dem Preis ermöglicht. Industrieländer verfügen unter anderem über wirksame Geld- und Fiskalpolitik, die makroökonomische Konsequenzen des Terrorismus mildern.

## Ökonomie der Terrorismusbekämpfung

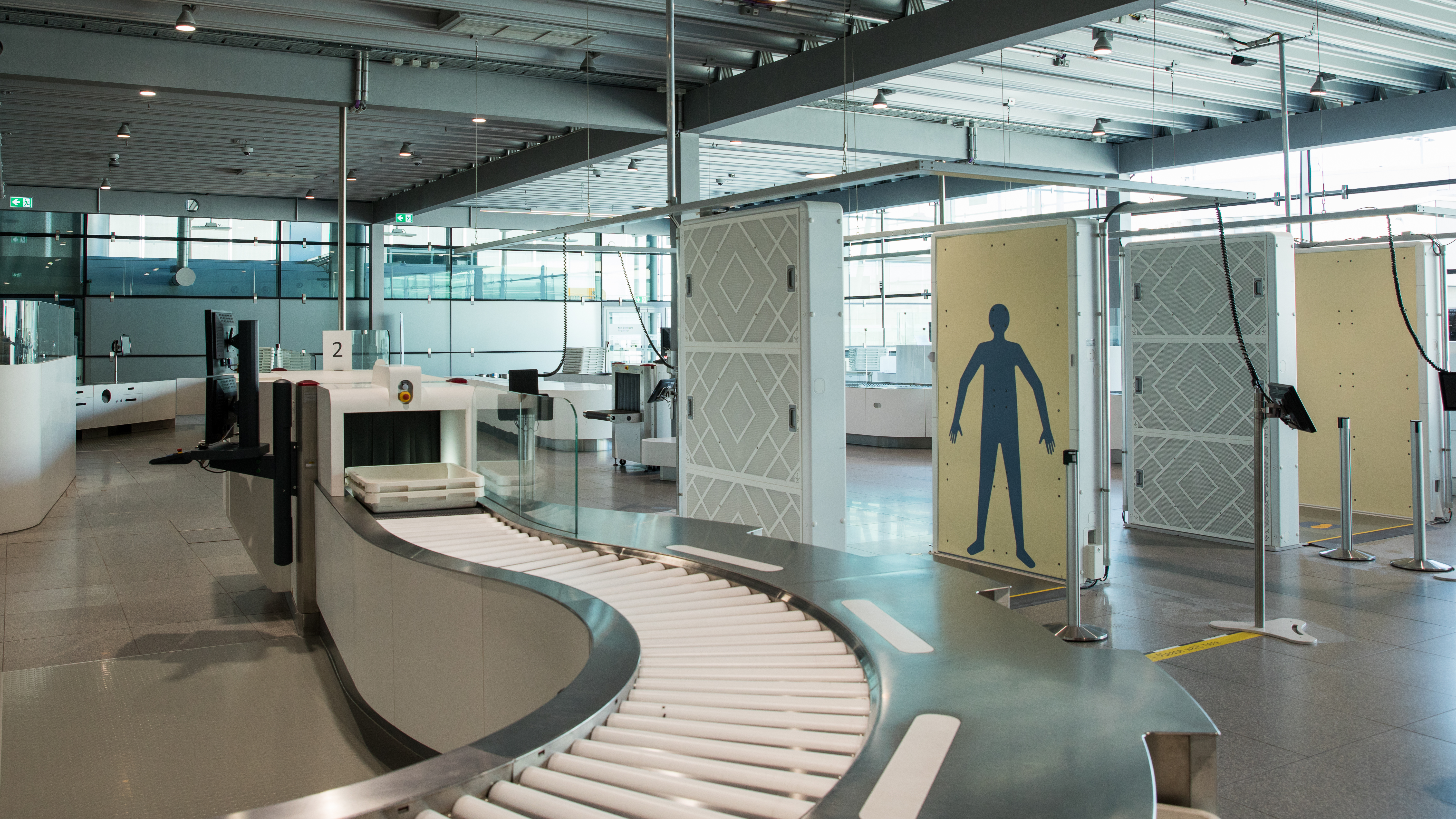
Sicherheitskontrolle an einem Flughafen

Terrorismus erfordert, dass der Staat geeignete Maßnahmen ergreift, um das Problem zu lösen. Schneider et al. (2015) identifizierten drei Kanäle, durch die der Terrorismus weniger attraktiv gemacht werden kann. Diese sind:
1. Steigerung der Kosten des Terrorismus. Jede Politik der Terrorismusbekämpfung, die darauf abzielt, die materiellen Kosten des Terrorismus zu erhöhen (z. B. durch polizeiliche oder militärische Maßnahmen oder Straferhöhungen für terroristische Straftaten), sollte es terroristischen Gruppen erschweren, ihr Aktivitätsniveau aufrechtzuerhalten.[14] Walter Enders und Todd Sandler veröffentlichten 1993 eine Studie, die die Wirksamkeit von Strategien zur Verhinderung des Terrorismus bewertete. Sie fanden heraus, dass die Installation von Metalldetektoren auf Flughäfen die Anzahl der Flugzeugentführungen verringerte, aber die Anzahl anderer Angriffe (z. B. Kidnapping und Attentate) erhöhte. In ähnlicher Weise verringerte die Befestigung der US-Botschaften im Jahr 1976 die Anzahl der Angriffe auf die Botschaft, erhöhte jedoch die Anzahl der Attentate. Daraus schlossen sie, dass die Anti-Terror-Politik unter Ronald Reagan zu keiner langfristigen Verringerung der Terrorgefahr gegen die USA führte. Sie argumentieren, dass die Regierung immer die indirekten Auswirkungen der Politik zur Reduzierung des Terrors berücksichtigen sollte.[15]
2. Verringerung der Vorteile des Terrorismus. Der Zweck terroristischer Aktivitäten besteht darin, bestimmte politische Ziele zu erreichen. Daher kann die Terrorismusbekämpfung dann wirksam sein, wenn sie das Erreichen dieser Ziele erschwert, beispielsweise indem sie die Aufmerksamkeit der Medien terroristischen Gruppen verweigert, die wirtschaftspolitische Widerstandsfähigkeit gegenüber den destabilisierenden Auswirkungen des Terrorismus erhöht und politische Zugeständnisse im Zusammenhang mit den langfristigen Zielen terroristischer Gruppen ablehnt.[16]
3. Erhöhung der Opportunitätskosten des Terrorismus. Im Gegensatz zur Eindämmungspolitik schlugen Bruno S. Frey und Simon Lüchinger (2003) die Methoden vor, die die Opportunitätskosten des Terrorismus erhöhen sollten. Ihnen zufolge verliert der Terrorismus an Attraktivität, wenn andere Friedensprozesse zugänglicher werden. Die Autoren schlugen vor, dass zur Lösung dieses Problems die folgenden Methoden wirksam wären:
  - Studienaufenthalte an Universitäten in anderen Ländern. Menschen im Alter zwischen 20 und 30 Jahren sind am häufigsten in terroristische Organisationen verwickelt. Reisen in andere Länder sollen ihnen eine andere Perspektive auf die Probleme, Gemeinsamkeiten und Unterschiede der Menschen verschiedener Nationen zeigen. Das macht sie weniger radikal und hilft ihnen, Menschen aus anderen Kulturen zu verstehen und zu akzeptieren.
  - Kronzeugenprogramm. Dieses Programm trägt dazu bei, die rechtliche      Haftung von Personen, die an einer terroristischen Vereinigung beteiligt      waren, zu reduzieren oder zu vermeiden, sofern diese mit den Strafverfolgungsbehörden zusammenarbeiten. Dadurch haben die Menschen einen Anreiz, die Terrororganisation zu verlassen, was ihre Stabilität gefährdet.
  - Kontakt, Diskussionsprozess und politische Beteiligung. Der Staat sollte den      Mitgliedern terroristischer Organisationen die Gelegenheit bieten, am      politischen Leben der Gesellschaft teilzunehmen und Probleme friedlich zu      lösen. Da die Mitgliedschaft in einer terroristischen Vereinigung allein schon den Nutzen generieren kann (z. B. in Form von Selbstidentifikation), erweist sich die Anerkennung oder Ermöglichung alternativer Organisationsformen (z. B. politische Parteien, gewaltfreie Oppositionsgruppen) als hilfreich.

Bruno S. Frey und Simon Lüchinger argumentierten, dass der Staat nicht nur Eindämmungspolitik zur Bekämpfung des Terrorismus einsetzen sollte, da dies zur Einung der terroristischen Organisationen führt. Die Erhöhung der Opportunitätskosten des Terrorismus führt zur Zerstörung terroristischer Organisationen von innen. Ihre Mitglieder können die Organisation jederzeit verlassen, um sich an attraktiveren Projekten zu beteiligen. Die Autoren schlugen vor, dass eine Kombination dieser beiden Kampfmethoden bei der Bekämpfung des Terrorismus am effektivsten wäre.